# Port Louis
Port Louis è la capitale e la città principale di Mauritius. Posta sull'oceano Indiano, è il primo porto del Paese ed è il secondo centro finanziario dell'Africa dopo Johannesburg. Al censimento del 2018, erano 147.066 gli abitanti.

## Storia
Un primo insediamento nella zona di Port Louis venne creato dagli olandesi, con il nome di "Noordt Wester Haven"; ma solo sotto i francesi, a partire dal 1735, Port Louis divenne una vera e propria città e fu promossa a capitale. Per i francesi il porto di Port Louis era un'importante tappa per il rifornimento delle navi che circumnavigavano l'Africa passando dal Capo di Buona Speranza. Il nome di Port Louis fu scelto dal primo governatore Bertrand-François Mahé de La Bourdonnais, in onore del re Luigi XV. La storia della città è costellata di disastri naturali; fra il 1773 e il 1896 Port Louis dovette sopravvivere a una serie di incendi, epidemie e cicloni.

## Collocazione geografica
Port Louis è circondata da una catena di montagne detta Port-Louis Moka. Dalla montagna di Signaux, meta di molti appassionati di trekking, si gode di una vista panoramica che include tutta la città.

## Luoghi ed edifici notevoli a Port Louis
A Port Louis sono conservati molti edifici storici del periodo coloniale. La fortificazione di Fort Adelaide (nota anche come La Citadelle) fu costruita dagli inglesi nel 1835; dalla cittadella, che domina la città, si gode di un panorama che abbraccia quasi tutta Port Louis.
Le rovine dell'Aapravasi Ghat, centro di raccolta dei primi immigrati indiani nell'Ottocento, sono state dichiarate "Patrimonio dell'umanità" dall'UNESCO

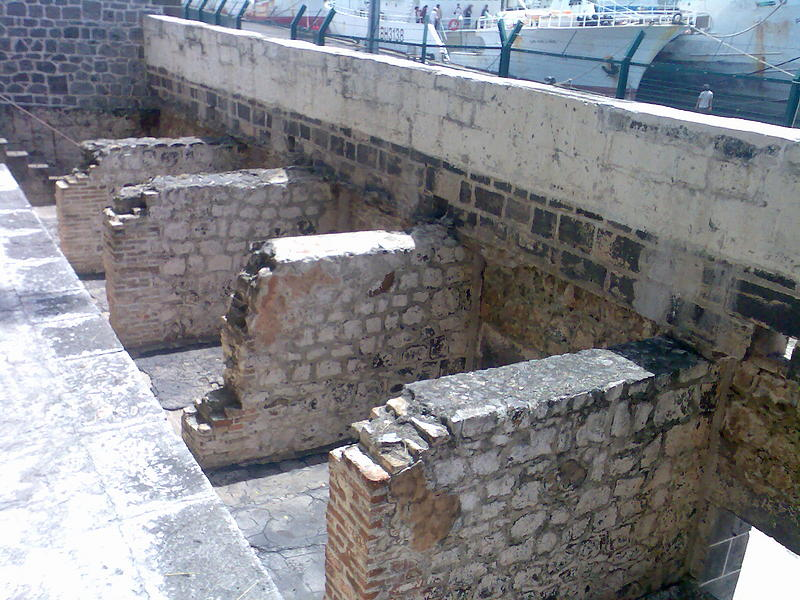
Resti delle latrine dell'Aapravasi Ghat

Un altro luogo celebre di Port Louis è l'ippodromo di Champ de Mars; è il più antico dell'oceano Indiano, essendo stato creato nel 1812, e il secondo più antico dell'emisfero meridionale. Sono anche note le caserme della polizia (Les Casernes) e il lungomare.
Negli anni novanta e 2000 il centro della città si è arricchito di numerosi grattacieli. Il più alto è quello in cui si trova la sede centrale della Banca di Mauritius. Fra gli altri luoghi notevoli di Port Louis si possono citare la cattedrale di San Luigi, il "Waterfront" di Caudan, il bazaar, il quartiere di Chinatown e il cimitero cinese.

## Istituzioni e musei
Il Mauritius Institute si dedica allo studio della fauna e della flora di Mauritius. Nella città si trova anche un museo di storia naturale e due musei dedicati ai francobolli, il Blue Penny Museum e il Mauritius Postal Museum; i francobolli di Mauritius hanno infatti una lunga storia e alcuni esemplari sono vere e proprie rarità.

## Infrastrutture e trasporti
La città è servita dall'aeroporto Internazionale Sir Seewoosagur Ramgoolam, nonostante questo sia posto a 48 km di distanza dalla capitale in direzione sud-est.

## Amministrazione

### Gemellaggi
Port Louis è gemellata con:
- La Possession, dal 8 febbraio 1988
- Foshan, dal 27 gennaio 1989
- Pretoria, dal 14 febbraio 1997
- Maputo, dal 13 marzo 1998
- Dakar, dal 18 ottobre 1998
- Lamentin, dal 18 ottobre 1998
- Saint-Malo, dal 20 ottobre 1999
- Antsiranana, dal 4 ottobre 2000
- Port Mathurin, dal 14 novembre 2003
- Karachi, dal 30 aprile 2007
- Alessandria d'Egitto, dal 11 dicembre 2007
- Doha, dal 16 dicembre 2007